# یواس‌اس مارگارت (اس‌پی-۳۲۸)
یواس‌اس مارگارت (اس‌پی-۳۲۸) (به انگلیسی: USS Margaret (SP-328)) یک کشتی بود که طول آن not known بود. این کشتی در سال ۱۹۱۲ ساخته شد.